# ヒメウタムシクイ

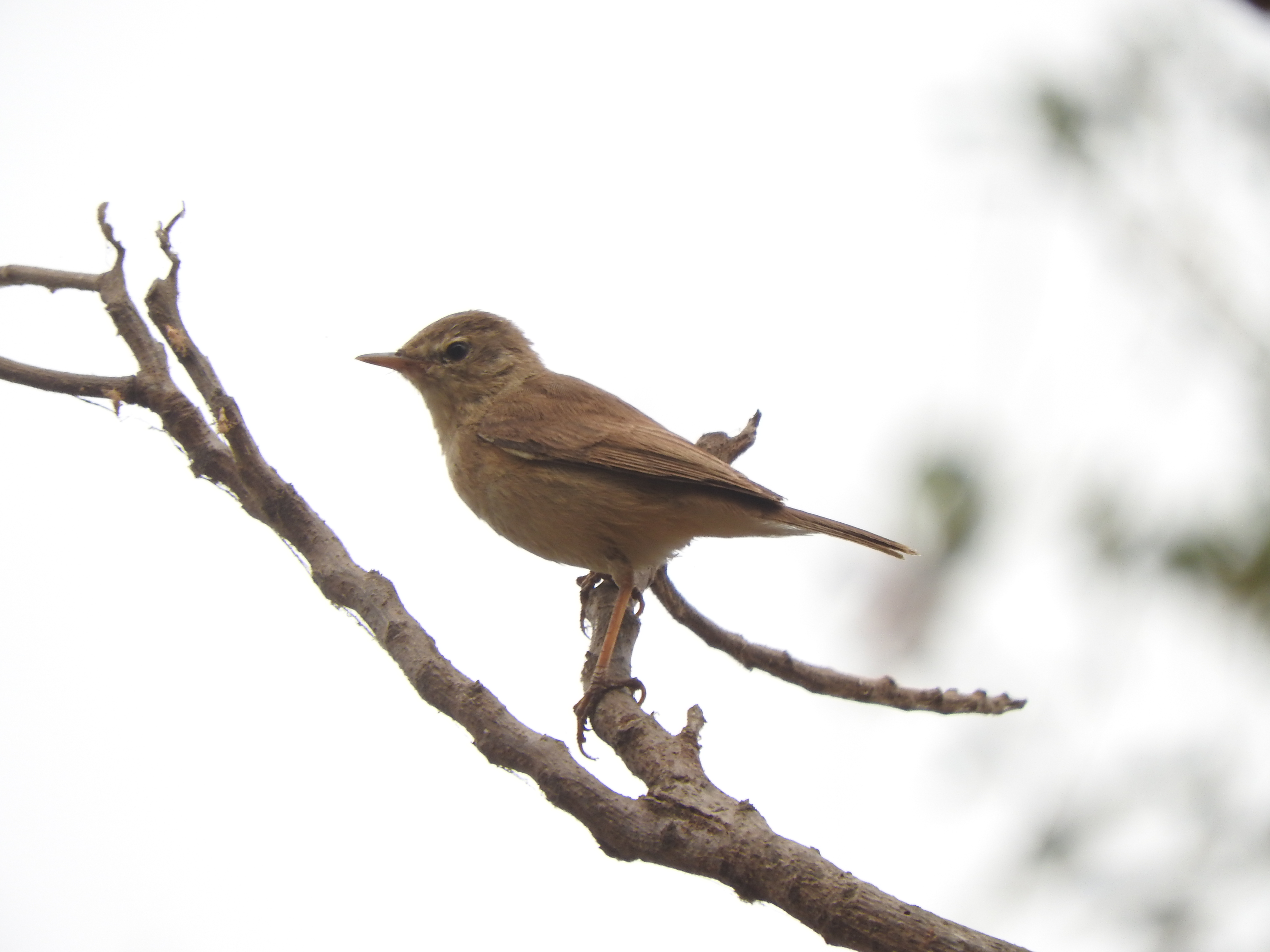
インドのタミル・ナードゥ州Udumalaipettaiで見られた個体

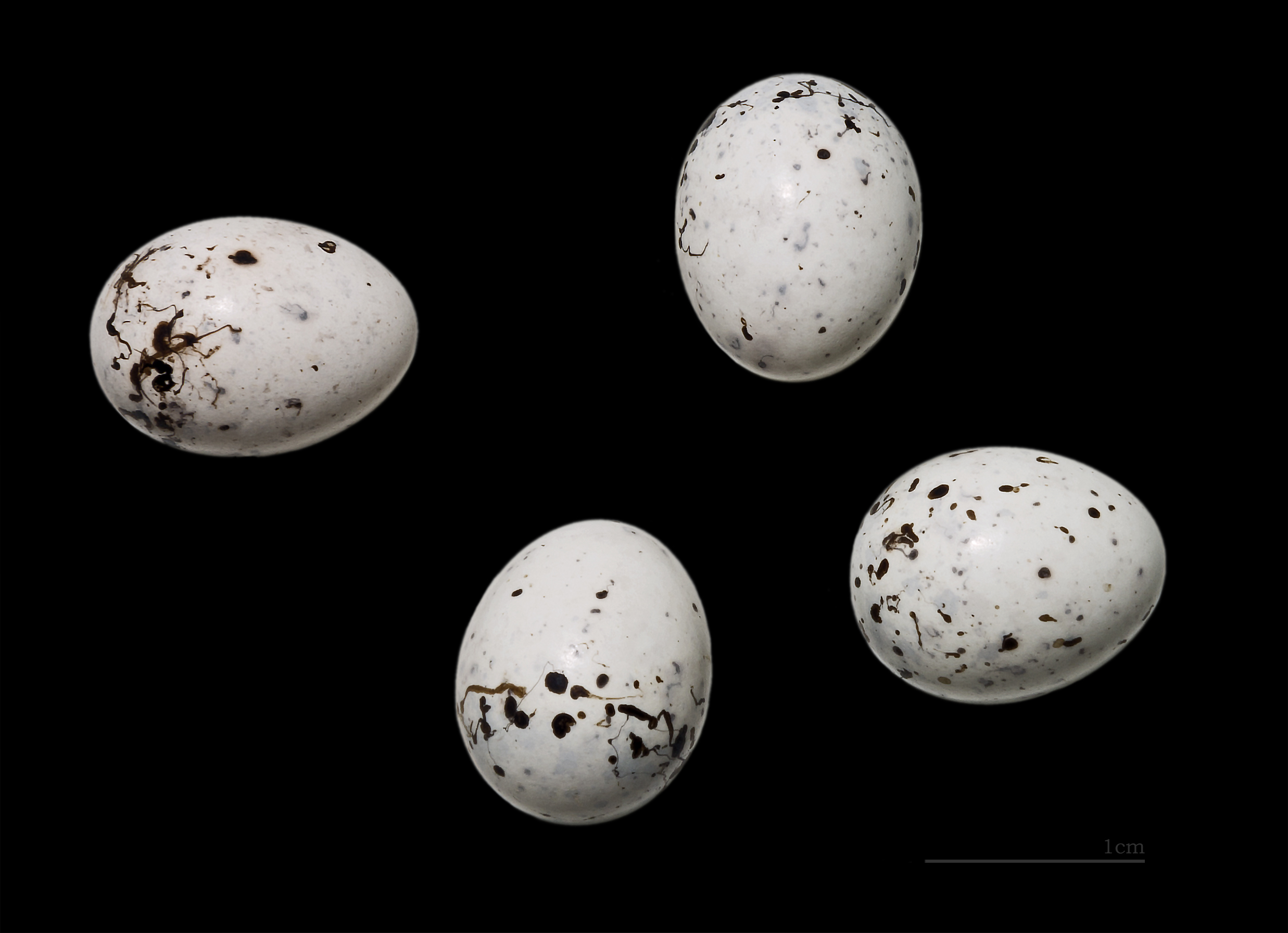
トゥールーズ博物館所蔵の卵

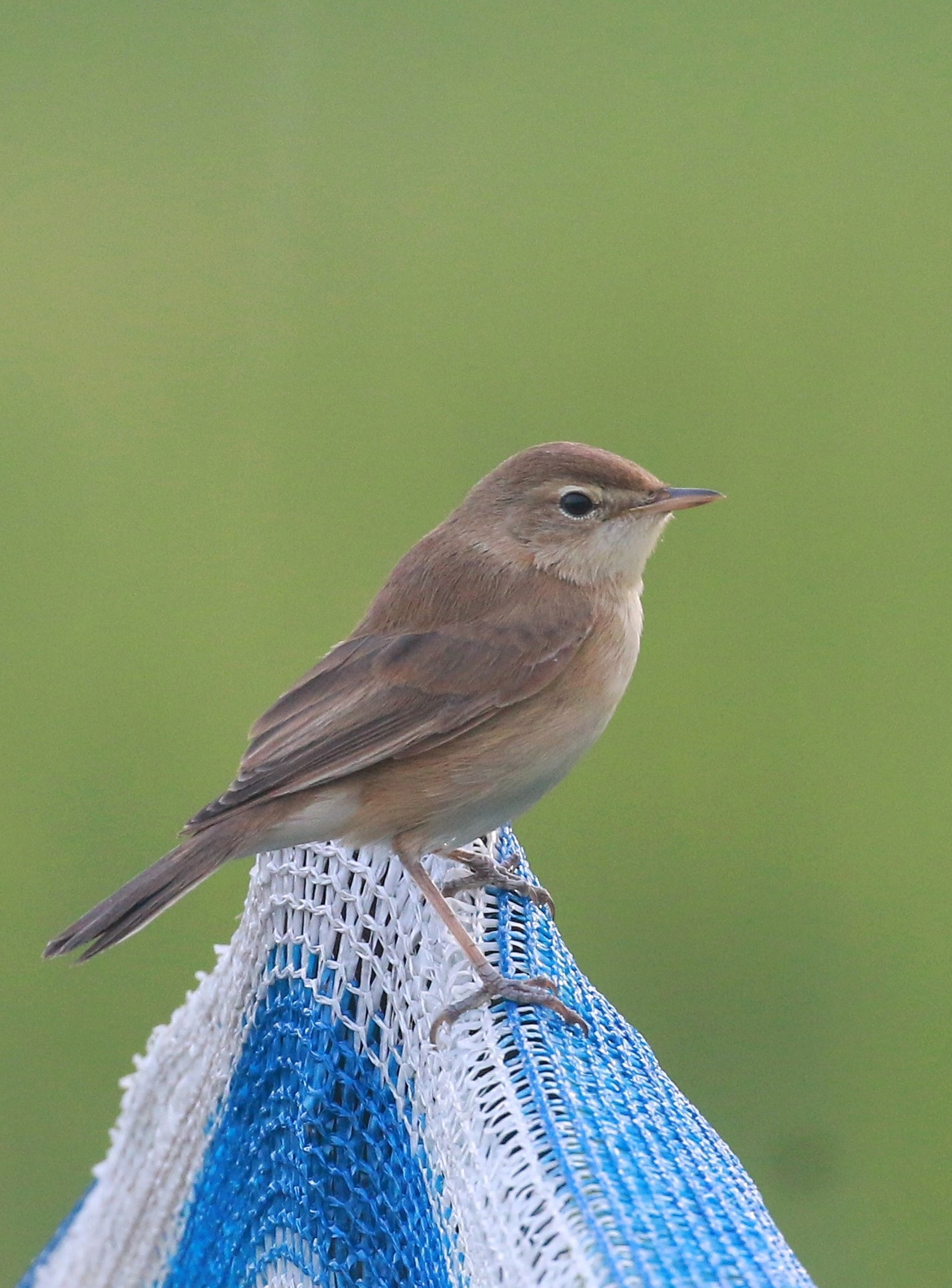
インドのケーララ州パルガートで見られた個体

ヒメウタムシクイ（Iduna caligata）は、ムシクイ類の1種である。ヒメウタイムシクイとも。以前はアラビアウタイムシクイと同一種であると考えられていたが、現在は別種とされている。ロシア中央部から中華人民共和国西部にかけて繁殖し、冬季にはインド亜大陸から南はスリランカまで渡りを行う。ここ数十年で西方に繁殖域を広げ、現在の西限、北限はフィンランドにまで至っている。藪の中の巣には3個から4個の卵を産む。他の多くのムシクイと同様に、主に昆虫を食べる。
同じ属の別の種と比べても小型である。上半身は淡い茶色で、下半身は側面が淡黄色でその他は白色である。尾の外縁は、色が薄い。また眉斑の色は薄く、嘴は尖っている。Sykes's warblerは、本種と比べてより大型で、灰色が強い。
属名Idunaを名付けたアレクサンダー・フォン・カイザーリングとヨハン・ハインリヒ・ブラジウスは、命名について何の説明も残さなかった。種小名のcaligataは、ラテン語で「ブーツ」を意味するcaligaに由来する。